# Chaos-Studie
Die CHAOS-Studie (eigentlich CHAOS report) der Standish Group (in der ersten Version von 1994, später immer wieder aktualisiert) beschäftigt sich mit den Erfolgs- und Misserfolgsfaktoren in IT-Projekten. Sie gehört zu den bekanntesten und wichtigsten Langzeitstudien im Bereich Projektmanagement, seit 1994 wurden über 40.000 Einzelprojekte wissenschaftlich untersucht.

## Inhalt
In der Studie wurden Projekte in möglichst vielen Unternehmen mit einem Management-Informationssystem untersucht. Die untersuchten Projekte wurden in drei Gruppen aufgeteilt:
- Typ 1 – Projekt erfolgreich abgeschlossen: Das Projekt wurde rechtzeitig, ohne Kostenüberschreitung und mit dem ursprünglich geforderten Funktionsumfang abgeschlossen.
- Typ 2 – Projekt teilweise erfolgreich: Das Projekt wurde abgeschlossen, es kam jedoch zu Kosten- und/oder Zeitüberschreitungen oder es wurde nicht der vollständige geplante Funktionsumfang erreicht.
- Typ 3 – Projekt nicht erfolgreich: Das Projekt wurde abgebrochen oder niemals eingesetzt.

Für diese drei Typen ergab sich beispielsweise 1994 eine Verteilung von
- Typ 1: 16,2 %
- Typ 2: 52,7 %
- Typ 3: 31,1 %

Die Studie untersucht Ursachen für Erfolg und Misserfolg und stellt eine Korrelation von Erfolgswahrscheinlichkeit und Projektgröße fest.
Die festgestellten Haupterfolgsfaktoren sind:
1. Einbindung der Endbenutzer
2. Unterstützung durch das obere Management
3. Klare Anforderungen

Die Hauptpunkte, die zum Scheitern der Projekte führen sind:
1. fehlende Zuarbeit durch Benutzer
2. unvollständige/unklare Anforderungen
3. häufige Anforderungsänderungen

## Bewertung und Kritik
Die Studie bestätigt das Paradigma der modernen Projektmanagementsysteme, dass alle Stakeholder in das Projekt eingebunden werden sollten. Die Untersuchungsmethodik hat jedoch starke wissenschaftliche Kritik hervorgerufen, da die Ergebnisse mit belastbaren Methoden nicht replizierbar sind. Studien zeigen aber, dass der wichtigste negative Einfluss nicht von durchschnittlichen Projekten, sondern von Ausreißern ausgeht.
Es gibt auf der einen Seite Kritik an der Studie, welche die hohen Zahlen für die Projektabbruchsquote und die durchschnittliche Kostenüberschreitung anzweifelt. Auf der anderen Seite werden viele nach ursprünglicher Definition gescheiterten Projekte nachträglich „schön gelogen“, so dass viele Projektmanager aus ihrer Erfahrung heraus die Zahlen durchaus für korrekt halten.

## Mediale Rezeption
Die mediale Rezeption im Projektumfeld wird durch die Vielzahl von Zitierungen dieser Untersuchung belegt.